# Artéria comunicante anterior
Na anatomia humana, a artéria comunicante anterior é o vaso sanguíneo do cérebro que conecta as artérias cerebrais anteriores esquerda e direita.